# منگ وانژو
مِنگ وانژو (به انگلیسی: Meng Wanzhou; چینی: 孟晚舟; زاده ۱۳ فوریه ۱۹۷۲) همچنین شناخته شده با نام سابرینا منگ (Sabrina Meng) و کتی منگ (Cathy Meng) یک مدیر اجرایی کسب‌وکار اهل چین است. او معاون رئیس هیئت مدیره و رئیس امور مالی (CFO) شرکت بزرگ چینی هواوی است که توسط پدر او رن ژنگفی تأسیس شد. در تاریخ ۱ دسامبر ۲۰۱۸، منگ در کانادا به درخواست ایالات متحده آمریکا به اتهام جعل مؤسسات مالی متعدد و از جمله دور زدن تحریم‌ها علیه ایران بازداشت شد که این موضوع به جنگ تجاری چین و آمریکا دامن زد.
در ۲۴ سپتامبر ۲۰۲۱، وزارت دادگستری اعلام کرد که با منگ به توافق رسیده‌است، توافقی که اکنون بر اساس آن منگ آزاد شده، مقرر می‌دارد، در صورتی که منگ شرایطی که برای او تعیین‌شده را رعایت کند در دسامبر ۲۰۲۲ پرونده وی بسته خواهد شد؛ نوعی آزادی مشروط و حبس تعلیقی. منگ وانژو، مدیر مالی شرکت هواوی در ۲۴ سپتامبر ۲۰۲۱ پس از سه سال حصر خانگی در کانادا، این کشور را ترک و راهی چین شد.

## زندگی
منگ وانژو دختر رن ژنگفی است که از نوجوانی و پس از جدایی پدر و مادرش نام خانوادگی مادرش را برای خود برگزید. او تحصیل را رها کرد تا به کار برای بانک بپردازد و یک سال بعد (سال ۱۹۹۳) به عنوان منشی به شرکت تازه تأسیس و کوچک هواوی پیوست که توسط پدرش راه اندازی و تأسیس شده بود. او بعد از بازگشت به دانشگاه، مدرک کارشناسی ارشد را از دانشگاه علم و فناوری هوواجونگ (Huazhong University of Science and Technology) دریافت کرد.
او در سمت‌هایی از جمله رئیس امور مالی بین‌المللی (CFO) در هواوی هنگ کنگ و مدیر بخش مدیریت حسابداری کار کرده‌است. از دسامبر سال ۲۰۱۸ او به عنوان معاون رئیس و مدیر ارشد مالی شرکت بزرگ چینی هواوی، بزرگترین شرکت خصوصی چین با ۱۸۰٬۰۰۰ نیروی انسانی مشغول بوده‌است.
در سال ۲۰۱۷ فوربس منگ را در رتبه ۸ در فهرست برجسته‌ترین بازرگانان چین قرار داد. رئیس شرکت هواوی، خانم سان یافنگ نیز در رتبه دوم قرار گرفت.

## دستگیری

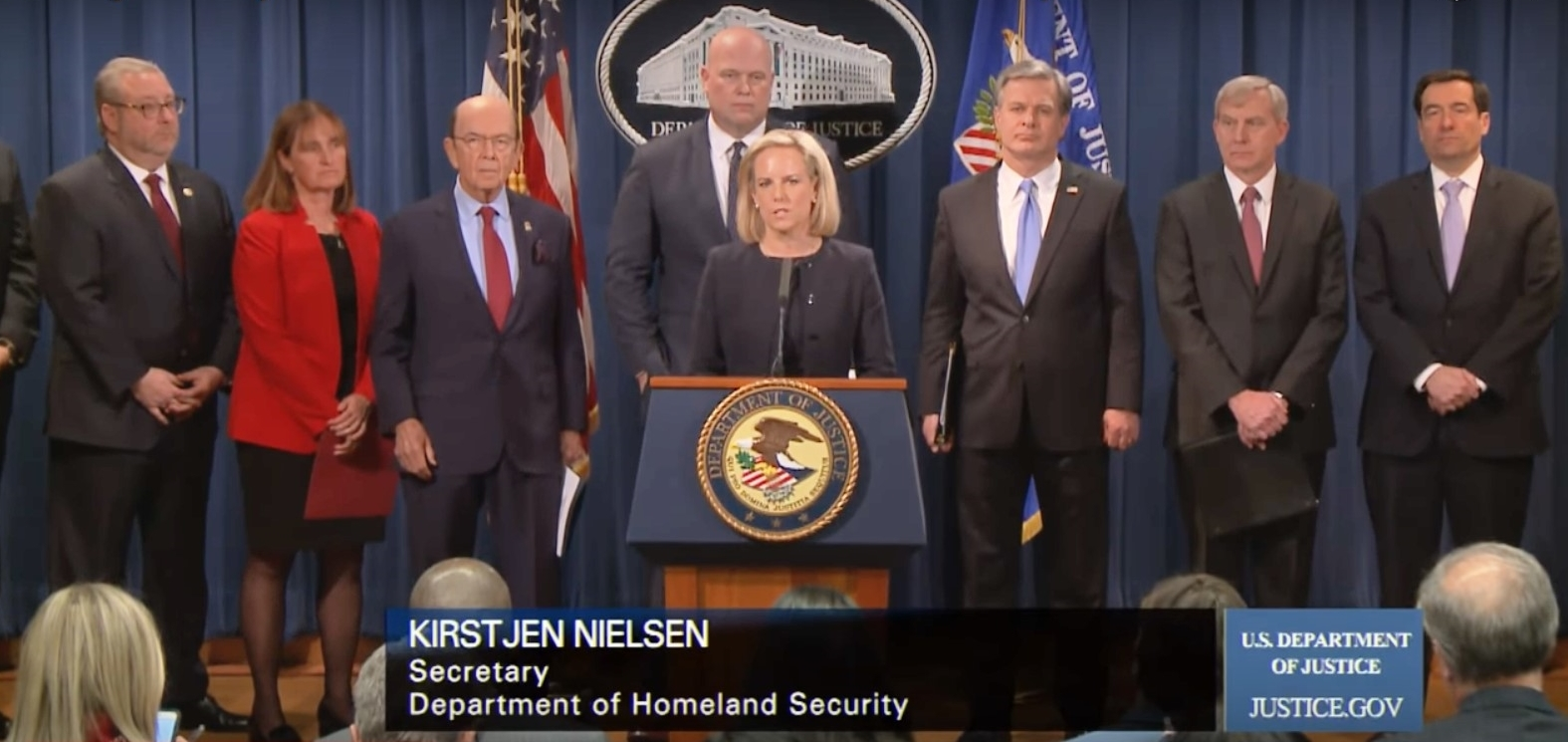
کریستین نیلسن، وزیر امنیت داخلی ایالات متحده، متیو ویتاکر، سرپرست دادستان کل، ویلبر راس، وزیر بازرگانی، کریستوفر رای، مدیر اف بی آی، 23 اتهام جنایی علیه هواوی و وانژو منگ چین را اعلام کردند.

منگ وانژو در اول دسامبر ۲۰۱۸ در مسیر سفر از هنگ کنگ به مکزیک، هنگام عوض کردن پرواز در فرودگاه بین‌المللی ونکوور، توسط مقامات کانادایی و به درخواست ایالات متحده که در تاریخ ۲۲ اوت صادر شده بود دستگیر شد. خبر دستگیری او پس از چهار روز منتشر شد. اتهامات وارد شده علیه او اعلام نشده اما وزارت دادگستری آمریکا تحقیقات از هواوی در رابطه با نقض تحریمهای آمریکا علیه ایران را دلیل این دستگیری عنوان کرده‌است. آمریکا به دنبال استرداد او از کانادا است. این یک اقدام فوق‌العاده و درخواست بی‌سابقه برای استرداد یک شهروند خارجی برای نقض تحریم‌ها و مجازات‌های معمول در چنین موارد و محدودیت‌های بانکی و مسافرتی است.
شرکت هواوی گفت اطلاعات کمی دربارهٔ اتهامات او دارد و «از هیچ خطایی از سوی خانم منگ آگاهی ندارد.» سفارت چینی در کانادا با صدور بیانیه ای به شدت این دستگیری را محکوم کرد و آن را نقض حقوق بشر خانم منگ دانست. آمریکا در سال ۲۰۱۸ یک رشته پرونده‌های قضایی علیه شرکت‌های فناوری چین تنظیم کرد. این شرکت‌ها به سرقت ابزارهای امنیت سایبری و نقض تحریم‌های آمریکا متهم هستند. دولت آمریکا شرکت‌های آمریکایی را از فروش قطعات به شرکت ارتباطات زی‌تی‌ئی چین منع کرد که به نقض تحریم‌های ایران مربوط بود. آمریکا بعداً این ممنوعیت را لغو و به جای آن جریمه‌ای بر آن شرکت بزرگ اعمال کرد.
گوشی، تبلت، لپ‌تاپ و نرم‌افزار، ابزارها و خدمات هواوی در ایران به فروش می‌رسند و این شرکت از فروردین ۱۳۹۶ سایت فارسی خود را نیز راه اندازی کرد. در آوریل ۲۰۱۸، یک ماه پیش از خروج آمریکا از برجام، گزارش شد که آمریکا صادرات شرکت هواوی به ایران و کشورهای دیگر را در دست بررسی دارد چون ممکن است قوانین تحریم آمریکا را زیر پا گذاشته باشند.
خبرگزاری رویترز در گزارشی اختصاصی گفت اتهام‌ها و پرونده‌های موجود در آمریکا علیه منگ وانژو متمرکز بر «روابط مشکوک» شرکت چینی و دو شرکت گمنام است: یک فروشنده تجهیزات مخابراتی که در تهران فعال بود، و شرکتی ثبت‌شده در کشور موریس. مقام‌های آمریکایی می‌گویند منگ وانژو، بانک‌های بین‌المللی را برای داد و ستد مالی با ایران فریب داده‌است؛ به‌این شکل که مدعی شده این دو شرکت ارتباطی با هواوی ندارند، در حالی‌که در عمل در کنترل کامل هواوی قرار داشتند. نام این دو شرکت «اسکای‌کام تک» و «کانیکولا هلدینگ» عنوان شده که این دومی یک شرکت صوری است. شرکت اسکای‌کام البته سال‌ها در ایران فعالیت داشت و پیش از این نیز گزارش‌هایی از فعالیت‌های آن در رسانه‌های ایران منتشر شده بود. برای نمونه در جریان فارغ‌التحصیل شدن دانش‌آموختگان موسسه‌ای که ارائه‌دهنده دوره‌های تخصصی و مدارک رسمی هواوی بود، نمایندگان شرکت اسکای‌کام نیز شرکت می‌کردند. رویترز گفت مدارکی که از ایران و سوریه به دست این خبرگزاری رسیده نشان می‌دهد هواوی، روابط به‌مراتب نزدیک‌تری با اسکای‌کام و کانیکولا دارد، هرچند این روابط را پنهان کرده‌است.
دادگاهی در کانادا بس از جلساتی در ۷ و ۱۰ دسامبر و در ادامه آن در ۱۱ دسامبر با وثیقه ۱۰ میلیون دلاری با آزادی موقت منگ موافقت کرد بشرط آنکه از ایالت بریتیش کلمبیای کانادا خارج نشود و تحت نظارت الکترونیکی دائمی باشد تا به موضوع استرداد او به آمریکا رسیدگی شود. منگ وانژو و همسرش در ونکوور ۲ ملک چند میلیون دلاری دارند که از مبلغ وثیقه ۷ میلیون نقد و ۳ میلیون دلار از طریق این دارایی‌ها توسط چندین نفر تأمین شد.

## پیامدهای دستگیری
خبر دستگیری منگ وانژو به هراس از ظهور جنگ سرد میان چین و آمریکا دامن زد و بازارهای سهام در سراسر جهان در ۶ دسامبر کاهش نشان دادند. اما عمدتاً تا پایان روز بهبود یافتند. جنگ تجاری بین آمریکا و چین که از ۲۴ سپتامبر و با وضع تعرفه بر کالاهای چینی آغاز شد و با اقدام متقابل پکن ادامه یافت بازارهای جهانی را تحت تأثیر قرار داده‌است.
دستگیری منگ در همان روزی رخ داد که رئیس‌جمهور ایالات متحده دونالد ترامپ و رئیس‌جمهور چین شی جین پینگ در در حاشیه نشست گروه ۲۰ بوئنوس آیرس سال ۲۰۱۸ توافق کردند تا در جنگ تجاری بین دو کشور برای سه ماه آتش‌بس داشته باشند که البته چهار روز بعد اعلام شد. دو مقام آمریکایی به رویترز گفته‌اند که ترامپ از قبل از بازداشت خانم منگ خبر نداشت.
نخست‌وزیر کانادا جاستین ترودو گفت: برخلاف گفتهٔ رسانه‌های خبری که اعلام کردند دولت فدرال کانادا از دستگیری او آگاه بوده، تا به حال هیچ دخالتی در این فرایند نداشته‌است. رسانه‌های خبری با نفوذ چینی مانند گلوبال تایمز  ادعا کرده‌اند که این دستگیری بخشی از تلاش‌های آمریکا برای محدود کردن رشد چین با تکنولوژی بالا است. به گفته گاردین این نشان می‌دهد که مشکلات روابط چین و آمریکا ممکن است منجر به خسارت به کانادا مانند «مجازات‌های اقتصادی و سیاسی» شود. منابعی آگاه به رویترز گفته‌اند که مقامات آمریکایی حداقل از سال ۲۰۱۶ هواوی را به انتساب فرستادن محصولات با اصالت آمریکایی به ایران و سایر کشورها که تخطی از قوانین تحریم و صادرات آمریکا به‌شمار می‌رود، مورد تحقیق قرار داده‌اند.
در ۷ دسامبر ۲۰۱۸ منگ وانژو در دادگاهی در کانادا حاضر شد تا دربارهٔ وثیقه‌اش تصمیم‌گیری شود. در پی آن اعلام شد او از طرف آمریکا به کلاهبرداری در روابط تجاری با ایران متهم شده و ممکن است به این سبب تا ۳۰ سال حکم زندان بگیرد. دادستان‌های آمریکایی ادعا کرده‌اند که خانم منگ از یکی از شرکت‌های تابعه هواوی، به نام اسکای‌کام استفاده کرده تا در سال‌های ۲۰۰۹ تا ۲۰۱۴ تحریم‌های ایران را دور بزند. آمریکا او را متهم کرده که شرکت اسکای‌کام، در هنگ کنگ را به غلط شرکتی جدا از هواوی جلوه داده‌است. سخنگوی وزارت خارجه چین در این ارتباط گفت نه آمریکا و نه کانادا سندی که اتهامات خانم منگ را ثابت کند ارائه نکرده‌اند.
روابط کانادا و چین پس از بازداشت منگ وانژو در ونکوور کانادا دچار تنش شد. چین سفیر کانادا و سپس سفیر آمریکا را احضار کرد. چین به کانادا هشدار داد که خانم منگ را هر چه زودتر آزاد کند و در غیر این صورت باید منتظر عواقب این کار بماند. در ۱۱ دسامبر مایکل کووریگ، دیپلمات سابق کانادایی در چین بازداشت شد که گمانه‌زنی‌ها دربارهٔ رفتار «تلافی‌جویانه» پکن را افزایش داد. همچنین در ۱۳ دسامبر تأیید شد که مایکل اسپاوور، یک تاجر کانادایی نیز در چین بازداشت شده‌است.
دونالد ترامپ، رئیس‌جمهور ایالات متحده، گفت که ممکن است او برای دست‌یابی به یک تجارت خوب با چین در این ماجرا مداخله کند. وزیر امور خارجه ایالات متحده، مایک پومپئو نیز اظهارنظر کرد: «هر زمان که فشار برای اجرای قانون وجود داشته باشد، ما باید مطمئن شویم که ملاحظات سیاست خارجی را در نظر گرفته‌ایم.»
در ۹ ژانویه ۲۰۱۹، سفیر چین در کانادا، در مقاله‌ای در روزنامه هیل تایمز با عنوان «خودستایی غربی و برترپنداری نژاد سفید» از کانادا انتقاد کرد.
چین که از زمان بازداشت منگ وانژو دو شهروند کانادایی را بازداشت و به «تهدید امنیت ملی» متهم کرده بود. در ۱۴ ژانویه ۲۰۱۹ یک شهروند کانادایی دیگر به نام رابرت لوید شلنبرگ را به جرم قاچاق مواد مخدر به اعدام محکوم کرد. او در سال ۲۰۱۴ بازداشت و در سال ۲۰۱۸ پانزده سال حبس گرفته بود؛ اما دادگاه عالی شهر دالیان به عنوان دادگاه تجدید که فقط یک روز طول کشید با این ادعا که حکم بیش از حد خفیف بوده‌است او را به مرگ و مصادره کلیه دارایی‌هایش محکوم کرد. این حکم حدود یک ساعت بعد از حکم دادگاه اعلام شد. چین در یک گام کاملاً غیرعادی، پرونده شلنبرگ را در سطح بین‌المللی پررنگ کرد و از خبرنگاران خارجی برای حضور در دادگاه دعوت نمود. کانادا این حکم را محکوم کرد. احتمال دارد این حکم باعث وخیم تر شدن روابط دیپلماتیک میان دو کشور شود.
در ۲۱ ژانویه ۲۰۱۹ طی نامه‌ای سرگشاده به شی جین‌پینگ ۱۴۰ دیپلمات و اساتید دانشگاهی در غرب از او خواستند مایکل کوریگ و مایکل اسپاور، دو کانادایی که به اتهام جاسوسی در چین بازداشت شده‌اند را آزاد کند.
در ۲۲ ژانویه ۲۰۱۹ روزنامه گلوب اند میل چاپ کانادا گزارش کرد که کاخ‌سفید در حال تکمیل مقدمات درخواست رسمی استرداد منگ وانژو از کانادا است.
در ۲۶ ژانویه ۲۰۱۹ جاستین ترودو، نخست‌وزیر کانادا سفیر کشورش در چین را در پی اظهارنظر پیرامون احتمال استرداد منگ وانژو از کانادا به آمریکا، اخراج کرد. سفیر کانادا در چین موضوع بازداشت منگ وانژو و درخواست استرداد آن از سوی آمریکا را از نظر وجاهت قانونی «مسئله‌دار» خوانده و گفته بود ابراز امیدواری کرده که آمریکا پیگیر استرداد خانم منگ نشود.
در ۲۸ ژانویه ۲۰۱۹ وزارت دادگستری آمریکا ادعانامه ای شامل ۱۳ مورد اتهام علیه شرکت هواوی و منگ وانژو تنظیم کرد. این اتهامات از جمله شامل کلاهبرداری بانکی و نقل و انتقالات پولی، کارشکنی در مسیر عدالت و سرقت فناوری از شرکت آمریکایی «تی موبیل» است. آمریکا خانم منگ و شرکت هواوی را متهم به دور زدن تحریم‌های ایران در حد فاصل سال‌های ۲۰۰۹ تا ۲۰۱۴ کرده‌است. ادعانامه وزارت دادگستری آمریکا می‌گوید که هواوی، آمریکا و یک بانک بین‌المللی را در مورد روابط با دو زیرمجموعه اش به نام‌های «هواوی دیوایس یو اس ای» و «اسکای کام تک» برای انجام معامله با ایران گمراه کرد. همچنین ادعا شده‌است که هواوی، یک فناوری شرکت بزرگ «تی موبیل» آمریکا که از آن برای تست کردن قابلیت دوام تلفن‌های همراه استفاده می‌شود را سرقت کرده. این فناوری به نام «تپی» (Tappy) برای تست کردن تلفن‌ها، اثری مثل انگشتان دست انسان را روی تلفن شبیه‌سازی می‌کند. هواوی می‌گوید که این دو شرکت در سال ۲۰۱۷ این اختلاف را حل و فصل کردند. آمریکا حدود یک دهه است که هواوی را متهم می‌کند که تبدیل به «پوششی» برای «جاسوسی چین» و ریسک‌های امنیتی شده‌است، اتهامی که هواوی رد می‌کند.
همزمان در روز ۲۸ ژانویه اعلام شد که یک مقام بلندپایه چینی قرار است برای بحث دربارهٔ پایان دادن به جنگ تعرفه‌ها میان چین و آمریکا به واشینگتن سفر کند.
در ۲۹ ژانویه ۲۰۱۹ دولت چین از واشینگتن خواست تا از «سرکوب غیرمنطقی» شرکت هواوی دست بکشد و درخواستش از کانادا برای استرداد مدیرعامل هواوی را پس بگیرد. سخنگوی وزارت امور خارجه چین گفت: در مورد ۲۳ مورد اتهام جنایی علیه هواوی و منگ وانژو «چین به شدت نگران است». چین به هر دو کشور کانادا و آمریکا هشدار داد تا تمام اقدامات علیه منگ وانژو معاون و مدیر مالی مؤسسه هواوی را متوقف کنند.

## زندگی شخصی
شوهر دوم خانم منگ (از سال ۲۰۰۷) کارلوس شیازونگ لیو (انگلیسی:Carlos Xiaozong Liu؛ چینی: 劉曉棕) یک تاجر چینی کانادایی است که از سال ۲۰۰۸ برای هواوی کار می‌کند. آنها یک دختر دارند. منگ همچنین دارای سه پسر از ازدواج پیشین خود است.
منگ وانژو و همسرش در ونکوور مستغلات متعددی دارند از جمله ۲ ملک چند میلیون دلاری. منگ از سال ۲۰۰۱ تا ۲۰۰۹ مجوز اقامت دائم کانادا را داشته و دست کم از ۲۰۱۱ مقیم هنگ کنگ بوده‌است.